# Gran Sello Real

Anverso del Gran Sello Real acuñado en 2001 durante el reinado de Isabel II

El Gran Sello Real, también conocido como el Sello Real, Gran Sello Real o gran sello del Reino Unido (antes del Acta de Unión de 1707, gran sello de Inglaterra, y luego, hasta el Acta de Unión de 1800, gran sello de Gran Bretaña), es un sello que se utiliza para simbolizar la aprobación del soberano a los documentos importantes del Estado. El lacre se funde en un molde metálico o matriz y es impreso en una figura de cera que está unido por un cordón o una cinta a los documentos que el monarca desea hacer oficial.

## Uso
El gran sello se adjunta a los documentos oficiales de Estado que requieren la aprobación del monarca para aplicar los consejos del Gobierno.
En las condiciones actuales de uso del Gran sello, los sellos de cera de color verde oscuro se fijan en las cartas patentes para elevar a alguna persona a la nobleza, los sellos azules autorizan los actos relativos a la Familia Real, y los sellos escarlata se utilizan para nombrar obispos y ejecutar los diversos asuntos de Estado. En algunos casos, el sello se sustituye por una oblea, una representación más pequeña del anverso del gran sello grabado en papel de color unido al documento que se sella. Esta versión más sencilla se utiliza en proclamaciones reales, cartas-patentes del consentimiento real, órdenes de citación al Parlamento y licencias para la elección de obispos y comisiones de la paz. Antiguamente constituía traición falsificar el gran sello.
El Gran Sello Real es custodiado y administrado por el Lord Guardián del gran sello. Este cargo ha sido llevado a cabo en forma conjunta con el de Lord Canciller desde 1761. El actual lord canciller (septiembre de 2024) es Shabana Mahmood. La reforma del 2005 confirma al Lord Canciller como guardián del gran sello.
El Secretario de la Corona en la Cancillería, quien también es Secretario Permanente del Ministerio de Justicia (antes Departamento de Asuntos Constitucionales), es jefe de la Oficina de la Corona de Su Majestad, y es responsable de la fijación del gran sello. Es asistido por el Secretario Adjunto de la Corona. Diariamente la custodia está a cargo del Secretario de la Cámara, y el personal incluye un Sellador y dos Escribas a la Oficina de la Corona de Su Majestad.

## Inscripciones del gran sello

### Inglaterra
- Enrique II de Inglaterra. HENRICVS DEI GRATIA REX ANGLORVM / HENR[ICVS] DEI GRA[TIA] DVX NORMANNORVM ET AQUIT[ANORVM] ET COM[ES] ANDEG[AVORVM] : Enrique, por la gracia de Dios rey de Inglaterra / Enrique, por la gracia de Dios duque de los normandos y de los aquitanos y conde de los angevinos.

### Reino Unido
- Ana de Gran Bretaña:  ANNA DEI GRATIA MAGNÆ BRITANNIÆ FRANCIÆ ET HIBERNIÆ REGINA FID[EI] DEFENSOR / BRITANNIA ANNO REGNI ANNÆ REGINÆ SEXTO.

- Ana, por la gracia de Dios, de Gran Bretaña, Francia e Irlanda, Reina, Defensora de la Fe / Gran Bretaña en el sexto año del reinado de la reina Ana.

- Jorge I de Gran Bretaña:  GEORGIVS DEI GRATIA MAGNÆ BRITANNIÆ FRANCIÆ ET HIBERNIÆ REX FIDEI DEFENSOR / BRVNSWICEN[SIS] ET LVNENBVRGEN[SIS] DVX SACRI ROMANI IMPERII ARCHITESAVRARIVS ET PRINCEPS ELECTOR.

- Jorge, por la gracia de Dios, de Gran Bretaña, Francia e Irlanda, Rey, Defensor de la Fe / de Brunswick y Luneburgo, Duque, del Sacro Imperio Romano, Architesorero y Príncipe Elector.

- Jorge II de Gran Bretaña:  GEORGIVS II DEI GRATIA MAGNÆ BRITANNIÆ FRANCIÆ ET HIBERNIÆ REX FIDEI DEFENSOR / BRVNSWICE[NSIS] ET LVNEBVRGEN[SIS] DVX SACRI ROMANI IMPERII ARCHITHESAVRARIVS ET PRINCEPS ELECTOR.

- Jorge II, por la gracia de Dios, de Gran Bretaña, Francia e Irlanda, Rey, Defensor de la Fe / de Brunswick y Luneburgo, Duque, del Sacro Imperio Romano, Architesorero y Príncipe Elector.

- Jorge III de Gran Bretaña:  GEORGIVS III DEI GRATIA MAGNÆ BRITANNIÆ FRANCIÆ ET HIBERNIÆ REX FIDEI DEFENSOR.

- Jorge III, por la gracia de Dios, de Gran Bretaña, Francia e Irlanda, Rey, Defensor de la Fe.

- Jorge III del Reino Unido:  GEORGIUS TERTIUS DEI GRATIA BRITANNIARUM REX FIDEI DEFENSOR.

- Jorge III, por la gracia de Dios, Rey de los Británicos, Defensor de la Fe.

- Jorge IV del Reino Unido:  GEORGIUS QUARTUS DEI GRATIA BRITANNIARUM REX FIDEI DEFENSOR.

- Jorge Iv, por la gracia de Dios, Rey de los Británicos, Defensor de la Fe.

- Guillermo IV del Reino Unido:  GULIELMUS QUARTUS DEI GRATIA BRITANNIARUM REX FIDEI DEFENSOR.

- Guillermo IV, por la gracia de Dios, Rey de los Británicos, Defensor de la Fe.

- Victoria del Reino Unido:  VICTORIA DEI GRATIA BRITANNIARUM REGINA FIDEI DEFENSOR.

- Victoria, por la gracia de Dios, Reina de los Británicos, Defensora de la Fe.

- Eduardo VII del Reino Unido:  EDWARDVS VII D:G: BRITT: ET TERRARUM TRANSMAR: QVÆ IN DIT: SVNT BRIT: REX F:D: IND:IMP: (Leído como: Edwardus Septimus Dei gratiâ Britanniarum et terrarum transmarinarum quae in Ditione sunt Britannicâ, Rex, Fidei Defensor, Indiae Imperator).

- Eduardo VII, por la gracia de Dios, de los Británicos y de los Territorios Británicos de Ultramar, Rey, Defensor de la Fe, Emperador de la India.

- Jorge V del Reino Unido:  GEORGIVS V D G MAG BR HIB ET TERR TRANSMAR QVAE IN DIT SVNT BRIT REX F D IND IMP (Leído como: Georgius Quintus Dei gratiâ Magnae Britanniae, Hiberniae, et terrarum transmarinarum quae in Ditione sunt Britannicâ, Rex, Fidei Defensor, Indiae Imperator).

- Jorge V, por la gracia de Dios, de Gran Bretaña, Irlanda y de los Territorios Británicos de Ultramar, Rey, Defensor de la Fe, Emperador de la India.

- Jorge VI del Reino Unido:  GEORGIUS VI D G MAG BR HIB ET TERR TRANSMAR QUAE IN DIT SUNT BRIT REX F D IND IMP (Leído como: Georgius Sextus Dei gratiâ Magnae Britanniae, Hiberniae, et terrarum transmarinarum quae in Ditione sunt Britannicâ, Rex, Fidei Defensor, Indiae Imperator).

- Jorge Vi, por la gracia de Dios, de Gran Bretaña, Irlanda y de los Territorios Británicos de Ultramar, Rey, Defensor de la Fe, Emperador de la India.

- Isabel II del Reino Unido:  ELIZABETH II D G BRITT REGNORVMQVE SVORVM CETER REGINA CONSORTIONIS POPVLORVM PRINCEPS F D (Leído como: Elizabeth Secunda Dei Gratia Britanniarum Regnorumque Suorum Ceterorum Regina Consortionis Populorum Princeps Fidei Defensor).

- Isabel II por la gracia de Dios, del Reino Unido de Gran Bretaña e Irlanda del Norte y de sus otros Reinos y Territorios, Reina, Jefa de la Commonwealth, Defensora de la Fe.

- Carlos III. CAROLVS III D G BRITT REGNORVMQVE SVORVM CETER REX CONSORTIONIS POPVLORVM PRINCEPS F D (Leído como: Carolus Tertius Dei Gratia Britanniarum Regnorumque Suorum Ceterorum Rex Consortionis Populorum Princeps Fidei Defensor)
  - Carlos III, por la gracia de Dios, del Reino Unido de Gran Bretaña e Irlanda del Norte y de sus otros Reinos y Territorios, Rey, Jefe de la Commonwealth, Defensor de la Fe.